# Portland International Raceway
Portland International Raceway es un autódromo inaugurado en la década de 1970 unos 10 km al norte del centro de la ciudad de Portland, estado de Oregón, Estados Unidos. La pista está hecha de asfalto y concreto, y prácticamente no tiene cambios de nivel. Existen dos variantes, según si se usa la chicane o no de 3.170 y 3.080 metros de longitud respectivamente. La recta principal se usa también para carreras de arrancones, y cerca del complejo existe una pista de motocross.
Portland recibió a numerosas campeonatos de automovilismo de velocidad del país. El principal fue la CART World Series: el "Gran Premio de Portland" tuvo lugar desde 1984 hasta 2007 a fines de junio, luego de Milwaukee o Detroit y antes de Cleveland. Se celebraba en el marco del Festival de las Rosas de Portland, una serie de festejos masivos en la ciudad. En 2018, Portland recibió una fecha de la IndyCar Series a inicios de septiembre. La Indy Lights fue telonera de esa carrera entre 1988 y 2001 y 2018, en tanto que la Fórmula Atlantic lo fue en 1984, en 1987 y desde 2002 hasta 2007, además de visitar el circuito en otras oportunidades entre 1985 y 1988.
Otros certámenes que visitaron Portland son el Campeonato IMSA GT (entre 1978 y 1994), la American Le Mans Series (desde 1999 hasta 2001 y desde 2004 hasta 2006) y la NASCAR Truck Series (en 1999 y 2000). Luego de la bancarrota de la Champ Car, Portland se quedó sin recibir a ninguna categoría importante en 2008 ni 2009.

## Ganadores en Portland

### CART, Indy Lights y Fórmula Atlantic
| Año  | CART / Champ Car / IndyCar | CART / Champ Car / IndyCar | CART / Champ Car / IndyCar | Indy Lights                                                     | Fórmula Atlantic                                                 |
| Año  | Piloto                     | Automóvil                  | Equipo                     | Indy Lights                                                     | Fórmula Atlantic                                                 |
| ---- | -------------------------- | -------------------------- | -------------------------- | --------------------------------------------------------------- | ---------------------------------------------------------------- |
| 1984 | Al Unser Jr.               | March Cosworth             | Galles                     | -                                                               | Dan Marvin                                                       |
| 1985 | Mario Andretti             | Lola Cosworth              | Newman/Haas                | -                                                               | Jeff Wood                                                        |
| 1986 | Mario Andretti             | Lola Cosworth              | Newman/Haas                | -                                                               | Ted Prappas                                                      |
| 1987 | Bobby Rahal                | Lola Cosworth              | Truesports                 | -                                                               | Dean Hall (junio) R.K. Smith (septiembre)                        |
| 1988 | Danny Sullivan             | Penske Chevrolet-Ilmor     | Penske                     | Tommy Byrne                                                     | Mitch Thieman                                                    |
| 1989 | Emerson Fittipaldi         | Penske Chevrolet-Ilmor     | Penske                     | Tommy Byrne                                                     | -                                                                |
| 1990 | Michael Andretti           | Lola Chevrolet-Ilmor       | Newman/Haas                | Paul Tracy                                                      | -                                                                |
| 1991 | Michael Andretti           | Lola Chevrolet-Ilmor       | Newman/Haas                | Eric Bachelart                                                  | -                                                                |
| 1992 | Michael Andretti           | Lola Cosworth              | Newman/Haas                | Franck Fréon                                                    | -                                                                |
| 1993 | Emerson Fittipaldi         | Penske Chevrolet-Ilmor     | Penske                     | Franck Fréon                                                    | -                                                                |
| 1994 | Al Unser Jr.               | Penske Mercedes-Ilmor      | Penske                     | André Ribeiro                                                   | -                                                                |
| 1995 | Al Unser Jr.               | Penske Mercedes-Ilmor      | Penske                     | Greg Moore                                                      | -                                                                |
| 1996 | Alex Zanardi               | Reynard Honda              | Ganassi                    | Gualter Salles                                                  | -                                                                |
| 1997 | Mark Blundell              | Reynard Mercedes-Ilmor     | PacWest                    | Hideki Noda                                                     | -                                                                |
| 1998 | Alex Zanardi               | Reynard Honda              | Ganassi                    | Guy Smith                                                       | -                                                                |
| 1999 | Gil de Ferran              | Reynard Honda              | Walker                     | Philipp Peter                                                   | -                                                                |
| 2000 | Gil de Ferran              | Reynard Honda              | Penske                     | Jason Bright                                                    | -                                                                |
| 2001 | Max Papis                  | Lola Cosworth              | Rahal                      | Damien Faulkner                                                 | -                                                                |
| 2002 | Cristiano da Matta         | Lola Toyota                | Newman/Haas                | -                                                               | Luis Díaz                                                        |
| 2003 | Adrián Fernández           | Lola Cosworth              | Fernández                  | -                                                               | Ryan Dalziel                                                     |
| 2004 | Sébastien Bourdais         | Lola Cosworth              | Newman/Haas                | -                                                               | Jon Fogarty (ambas carreras)                                     |
| 2005 | Cristiano da Matta         | Lola Cosworth              | PKV                        | -                                                               | Tõnis Kasemets (ambas carreras)                                  |
| 2006 | A. J. Allmendinger         | Lola Cosworth              | Forsythe                   | -                                                               | James Hinchcliffe                                                |
| 2007 | Sébastien Bourdais         | Panoz Cosworth             | Newman/Haas                | -                                                               | Robert Wickens (primera carrera) Kevin Lacroix (segunda carrera) |
| 2018 | Takuma Satō                | Dallara Honda              | Rahal Letterman Lanigan    | Patricio O'Ward (ambas carreras)                                | -                                                                |
| 2019 | Will Power                 | Dallara Chevrolet          | Penske                     | Rinus VeeKay (primera carrera) Toby Sowery (segunda carrera)    | -                                                                |
| 2021 | Álex Palou                 | Dallara Honda              | Ganassi                    | David Malukas (primera carrera) Kyle Kirkwood (segunda carrera) | -                                                                |